# Hypancistrus
Hypancistrus Isbrücker and Nijssen, 1991 è un genere di pesci di acqua dolce appartenenti alla famiglia Loricariidae ed alla sottofamiglia Ancistrinae.

## Distribuzione
Tutte le specie appartenenti a questo genere sono originarie dei fiumi del Sud America.

## Descrizione
Sono pesci che trascorrono molto tempo sul fondo in cerca di cibo, e per questo il loro corpo ha una forma compressa sull'addome. La loro colorazione è scura con macchie bianche o giallastre oppure a fasce scure e chiare.

## Tassonomia
Al momento in questo genere sono riconosciute 6 specie:
- Hypancistrus contradens Armbruster, Lujan & Taphorn, 2007
- Hypancistrus debilittera Armbruster, Lujan & Taphorn, 2007
- Hypancistrus furunculus Armbruster, Lujan & Taphorn, 2007
- Hypancistrus inspector Armbruster, 2002
- Hypancistrus lunaorum Armbruster, Lujan & Taphorn, 2007
- Hypancistrus zebra Isbrücker & Nijssen, 1991

## Acquariofilia
H. zebra è a volte esportato per essere allevato negli acquari a causa della colorazione originale, zebrata, mentre le altre specie sono assai meno conosciute e quindi più rare.